# Меридијан Стејшон (Мисисипи)
Меридијан Стејшон (енгл. Meridian Station) насељено је место без административног статуса у америчкој савезној држави Мисисипи.

## Демографија
По попису из 2010. године број становника је 1.090, што је 759 (-41,0%) становника мање него 2000. године.
| Група             | 2000.         | 2010.       |
| Белци             | 1.103 (59,7%) | 580 (53,2%) |
| Афроамериканци    | 491 (26,6%)   | 286 (26,2%) |
| Азијати           | 49 (2,7%)     | 48 (4,4%)   |
| Хиспаноамериканци | 149 (8,1%)    | 150 (13,8%) |
| Укупно            | 1.849         | 1.090       |